# Soursac
 Soursac  (en occitano Sorçac) es una comuna y población de Francia, en la región de Lemosín, departamento de Corrèze, en el distrito de Tulle y cantón de Lapleau.
Su población en el censo de 2008 era de 488 habitantes.
No está integrada en ninguna Communauté de communes.

## Demografía
| 1009 | 968 | 871 | 696 | 569 | 505 | 488 |
| Para los censos de 1962 a 1999 la población legal corresponde a la población sin duplicidades (Fuente: INSEE [Consultar]) |     |     |     |     |     |     |